# Lycaugesia postnigrescens
Lycaugesia postnigrescens är en fjärilsart som beskrevs av Dyar 1914. Lycaugesia postnigrescens ingår i släktet Lycaugesia och familjen nattflyn. Inga underarter finns listade i Catalogue of Life.